# Xysticus pseudorectilineus
Xysticus pseudorectilineus är en spindelart som först beskrevs av Jörg Wunderlich 1995.  Xysticus pseudorectilineus ingår i släktet Xysticus och familjen krabbspindlar.
Artens utbredningsområde är Turkiet. Inga underarter finns listade i Catalogue of Life.